# Sabelnäbbar
Sabelnäbbar (Rhinopomastus) är ett fågelsläkte i familjen skratthärfåglar inom ordningen härfåglar och näshornsfåglar. 
Släktet omfattar tre arter som förekommer i Afrika söder om Sahara:
- Skogssabelnäbb (R. castaneiceps)
- Svart sabelnäbb (R. aterrimus)
- Större sabelnäbb (R. cyanomelas)
- Orangenäbbad sabelnäbb (R. minor)

Observera att bågnäbbarna i Pomatostomidae tidigare kallats för sabelnäbbar.